# الزراعة في كوريا الجنوبية

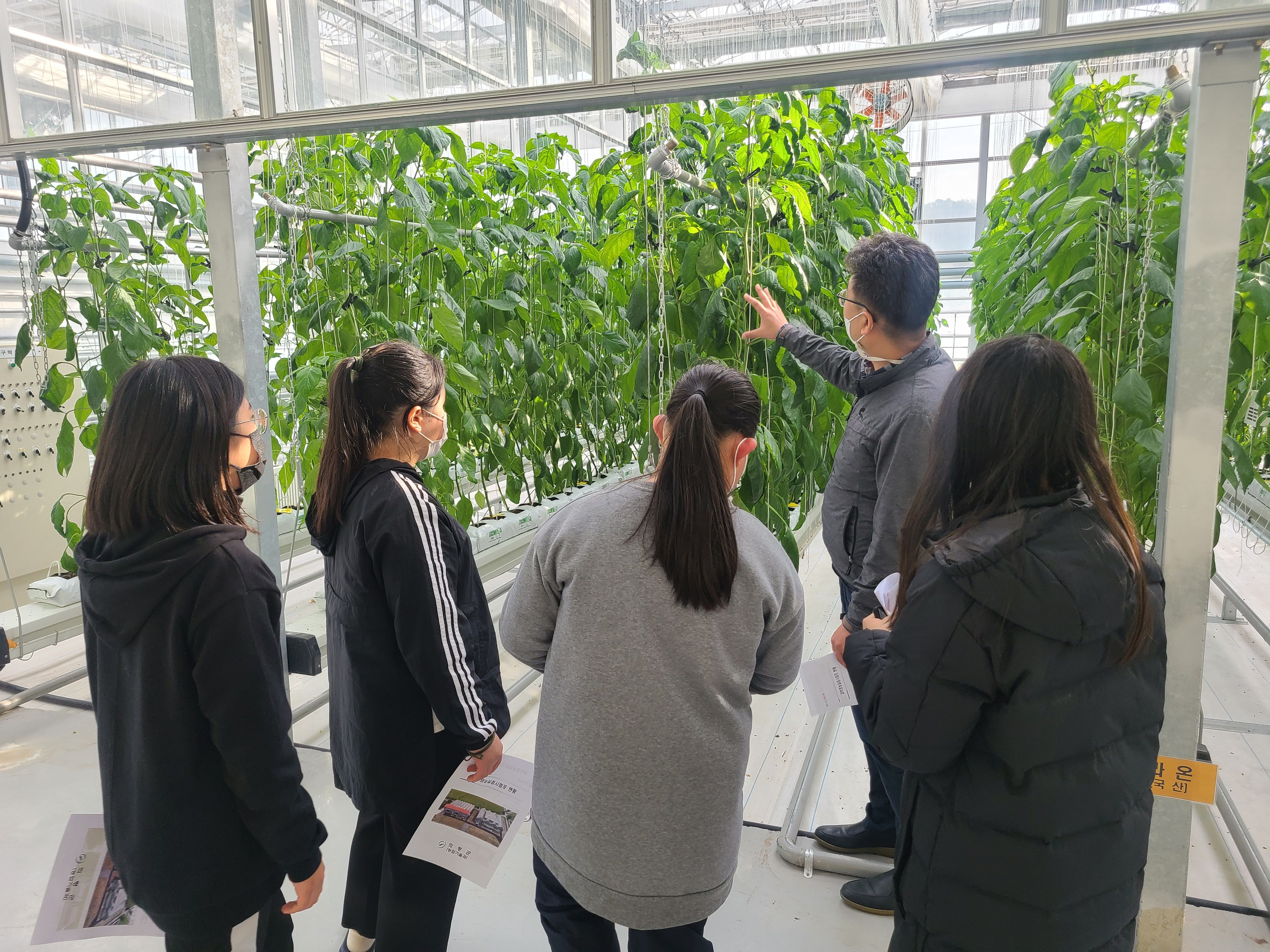
التجارب الزراعية العلمية في كوريا: حقل تجريبي لتطوير الممارسات الزراعية

إن الزراعة في كوريا الجنوبية قطاعٌ من القطاعات الاقتصادية في البلاد، وتعد الحرفة الأساس في الاقتصاد الكوري، وتشتمل على الزراعة وتربية الحيوانات والحراجة وصيد الأسماك. لطالما كانت كوريا دولة زراعية نموذجية منذ وقت تأسيسها، إذ عمل أكثر من 80٪ من السكان في الإنتاج الزراعي. خضعت الزراعة الكورية لتغييرات جذرية بعد الإصلاح الزراعي في عهد إي سنغ مان، والإنعاش الاقتصادي في عهد حكومة بارك تشونغ هي العسكرية وموجة تحرير التجارة العالمية التي بدأت في ثمانينيات القرن العشرين. أصبحت كوريا من خلال الثورة الخضراء في عام 1978، مكتفية ذاتيًا في زراعتها للأرز الذي يعد الغذاء الأساس، وفي عام 1996، أصبحت كوريا أول دولة آسيوية بعد اليابان تُمكنن زراعتها عبر زراعة الحبوب الدقيقة. وأدى تطور الزراعة الكورية أيضًا إلى تطوير صناعات أخرى ترتبط بها مثل السماد والآلات الزراعية والبذار.
تعد الموارد الطبيعية المطلوبة للزراعة في كوريا الجنوبية غير كافية، إذ أن ثلثي البلاد عبارة عن جبال وتلال. وتمثل الأراضي الصالحة للزراعة 22% فقط. وتعد كوريا الجنوبية واحدة من البلدان التي تمتلك أقل أراضٍ صالحة للزراعة للفرد الواحد في العالم، وتمتلك كذلك معدل اكتفاء ذاتي للمنتجات الزراعية منخفض للغاية، باستثناء الأرز والبطاطس التي تحقق من خلالهما درجة من الاكتفاء الذاتي إلى حدٍّ كبير، في حين تحتاج إلى استيراد 85٪ من المواد الغذائية الأخرى. بالإضافة إلى ذلك، تستورد كوريا أكثر من 60٪ من لحوم البقر والأسماك والمحار، و20٪ من الفاكهة والدواجن والحليب، وتحقق اكتفاء ذاتيًا فيما يتعلق بالسكر والبيض. أخذت مساحة المحاصيل الغذائية في الانخفاض منذ ثمانينيات القرن العشرين مع إعادة هيكلة الزراعة الكورية، في حين زادت مساحة المحاصيل ذات القيمة المضافة العالية والخضروات والفواكه. إن المحصول الأكثر أهمية في كوريا الجنوبية هو الأرز الذي يمثل نحو 90% من إجمالي إنتاج الحبوب في البلاد وأكثر من 40% من الدخل الزراعي. تعتمد منتجات الحبوب الأخرى بشكلٍ كبير على وارداتٍ من دول أخرى. تتراوح المزارع في حجمها بين مزارع صغيرة تملكها عائلات إلى شركات كبيرة، ولكنّ معظمها صغيرة الحجم وتعتمد بشكل كبير على الدعم والخدمات الحكومية من أجل البقاء.
أخذ الاقتصاد الكوري في النمو منذ ستينيات القرن العشرين على نحو سريع، ما أدى إلى «معجزة نهر الهان». وفي عام 2005، انخفضت حصة الزراعة من الناتج المحلي الإجمالي لكوريا من 50% إلى 2.9% منذ بداية تاريخ البلاد. ومع انتشار التمدّن والتصنيع، فقدت كوريا سكانها الزراعيين الذين تقدموا في السن، فانخفضت نسبة العاملين في الزراعة من 50٪ إلى 8.5٪ بين عامي 1970 و2000، وانخفضت إلى نسبة 7٪ في عام 2008.

## تاريخ

### التاريخ المبكر
خلال العصر الحجري القديم (في كوريا التي بدأت منذ نحو 10000 عام)، كان الصيد والجمع منتشرين في شبه الجزيرة الكورية. وتشير أحجار طحن الحبوب البدائية وأنواع مختلفة من المعاول المستخرجة من بقايا الثورة الزراعية في العصر الحجري الحديث في واتبو-ري، مدينة روجين بايونير، مقاطعة هامغيونغ الشمالية، إلى أن الزراعة البدائية بدأت هناك أيضًا. وبسبب انخفاض الإنتاجية، كان الصيد والجمع لا يزالان الوسيلتان الرئيسيتان للبقاء. توصل السكان إلى الزراعة المستقرة والمجتمعات المعقدة مع زراعة المحاصيل المختلطة وصيد الأسماك بالجملة من أكثر من 500 موقع كوري من العصر الحجري الحديث؛ تعد مواقع تشلمن/ عصر فخار جلمن مثال على ذلك. تضمنت المحاصيل المبكرة الدُخْن والأرز. ومع ذلك، فإن التاريخ الدقيق لزراعة الأرز المحلي في كوريا، كان محل نزاع في الفترات المبكرة. ويُقبل أن زراعته كانت نادرة منذ 3000 قبل الميلاد فصاعدًا (أواخر العصر الحجري الحديث)، ولكنّها تكررت جدًا في العصر البرونزي وما بعده (في كوريا 300- 1300 قبل الميلاد). واقتُرح أيضًا أن ثقافة العصر البرونزي في سونغكوك - ري تقدم دليلًا على تغيّرٍ في استراتيجية الكفاف، لإنشاء ثقافة حقول الأرز والابتعاد عن التركيز على الصيادين والجامعين. يشير إنتاج الأدوات الزراعية البرونزية خلال العصر البرونزي، إلى أهمية الزراعة مقابل الصيد والجمع، وبناءً على بقايا الأرز في سونغكوك - ري، يُعتقد أنه في ذلك الوقت، كان الأرز طعامًا مجتمعيًا، وليس رفاهية/تفشٍّ كما أصبح عليه في العصور التاريخية. في بداية العصر الحديدي، بدأت طرق الزراعة المرويّة باستخدام المحاريث في الظهور، وتحسنت الإنتاجية على نحوٍ أكبر. ويُعتقد أن المناجل الحديدية تشير إلى أن أصناف الأرز ذات الحبوب الأطول والأكثر امتلاءً تنضج وتُحصد معًا.

### من القرن الثامن وحتى القرن الرابع عشر
في عهد سيلا (57 قبل الميلاد - 935) كانت ثمة برامج حكومية لتأمين نشر بذار أفضل وبرامج كذلك للري والحد من الآفات. وتظهر كذلك في عهد سيونغدوك ملك سيلا (722 م)، الدراسة المبكرة لعلم الزراعة ووسائل تحسين الممارسات الزراعية في الزراعة العامة. نجح هيونغدوك ملك سيلا في أوائل القرن التاسع في تأمين إدخال بذار الجنسنغ من الصين خلال عهد أسرة تانغ الحاكمة، ومحاولة زراعتها تجريبيًا في تشيري/جيريزان. ورُوّج أيضًا لنشر الشاي والحرير في ذلك الوقت.
في عهد مملكة غوريو (918-1392)، اختُرعت أدوات زراعية مختلفة (المجارف والمحاريث والمعاول) وأُدخلت عجلات المياه من جنوب الصين. وفي عام 1365 جُلب القطن للزراعة من منطقة فيتنام.

### سلالة جوسون
وفقًا لأقدم كتاب زراعي في كوريا الجنوبية، بعنوان « Nongsa jikse» بمعنى «حديث ٌصريحٌ حول الزراعة»، والصادر في القرن الخامس عشر، فإن الزراعات الأكثر انتشارًا في كوريا الجنوبية هي الأرز الأصفر والدّخْن وفول الصويا والأرز، تليها محاصيل مثل القمح والجنسنغ. وفي منتصف القرن السادس عشر، أصبح التنقيل أو تبديل الأصص تدريجيًا طريقةً شائعة لزراعة حقول الأرز. أما في القرن الثامن عشر، فلم يمتد هذا الأسلوب إلى حقول الأرز في تيانشوي (حقول الأرز التي لا يمكن ريّها إلا عن طريق المطر) فحسب، بل اعتُمد أيضًا لزراعة الأرز في الماء وفي أراضٍ جافة. حُسّنت كذلك طريقة البذر المباشر الأصلية لزراعة الأرز. أما تقنيات التسميد فيعود تاريخها إلى القرن السادس عشر، وقد أدى كل من الري والزراعة المزدوجة فيما يتعلق بالمحاصيل المختلطة إلى ضمان إنتاجية عالية منذ القرن الثامن عشر.
ازدهرت الكتابات في الهندسة الزراعية في القرن الثامن عشر وأوائل القرن التاسع عشر. وكان باك تشي وون واحدًا من عديدٍ من الكتاب المعاصرين الذين حاولوا تحسين أساليب الإنتاج في كوريا.
تطورت الزراعة خلال عهد أسرة جوسون، إلى مستوى أكثر تقدمًا مرة أخرى، لكنّ تدهور الغابات كان نتيجة رئيسية لأنظمة التدفئة التي اعتمدت على حرق الحطب في المنازل. وفي القرن الثامن عشر، اشتكى الباحث سيو يو جو الذي كان من أتباع تيار العقلانية، ومؤلف الموسوعة الكورية حول الحياة الريفية المكونة من 113 مجلدًا، من التكلفة الهائلة والأثر البيئي لأنظمة التدفئة (أوندول). ومع حلول القرن التاسع عشر، تسبّب نظام التدفئة هذا (أوندول) في جعل الجبال عارية بالكامل وعرضة للانهيارات الأرضية في أثناء هطول الأمطار، ما أدى إلى تدمير المحاصيل. ووفقًا للسجلات الجغرافية لسيجونغ، كان للحقول الزراعية المبكرة في أوائل عهد أسرة جوسون ميزة حاسمة: إذ كانت النسبة المقدرة للمياه في الحقول المبكرة في مقاطعة غيونغي والمناطق الأخرى تتراوح بين 28% إلى 72%.